# Мемориальный музей Сатпаева
Мемориальный музей академика К. И. Сатпаева — музей, посвящённый казахстанскому учёному Канышу Имантаевичу Сатпаеву, академику Академии наук Казахской ССР, в Алма-Ате (Казахстан).

## История
Мемориальный дом-музей, посвящённый казахстанскому академику Канышу Имантаевичу Сатпаеву был открыт в 1989 году, в рамках празднования 90-летнего юбилея со дня рождения. В открытии музея принял участие Первый секретарь ЦК КП Казахстана Нурсултан Назарбаев. Экспозиция представляла становление личности выдающегося учёного.
В 2009 году Мемориальный музей переехал в здание Академии наук Казахстана, где была создана полностью обновлённая экспозиция.
Новый музей включает в себя 3 зала с экспозициями и 1 мемориальный зал. В мемориальном зале был воссоздан оригинальный уголок кабинета академика К. И. Сатпаева с подлинными предметами обстановки. Экспозиция первых трёх залов знакомит посетителей с детством, годами учебы и трудовой деятельности учёного, раскрывает его вклад в развитие экономики, науки и культуры Казахстана. Кроме этого освещена организация геологической службы страны; строительство и становление первенцев казахстанской индустрии в таких городах как Жезказган, Караганда, Гурьев (Атырау) и других. Отдельное внимание уделено истории организации и становления Академии наук Республики Казахстан.
Ежегодно в апреле, ко дню рождения академика, Мемориальный музей организует и проводит традиционные Декады памяти великого казахского учёного, привлекая к этому мероприятию современных учёных и организаторов производства республики, ветеранов-геологов, студентов и школьников.
Музей также становится площадкой для проведения специальных экспозиций. Так, к 20-летию Ассамблеи народа Казахстана и 550-летию Казахского ханства, была проведена выставка национального костюма. Помимо нарядов казахского, русского, корейского и других народов, была выставлена часть коллекции одеяния казахских ханов, возрожденная по этническим мотивам XIV века.
Satbayev University в рамках празднования дня «Уроки истории» проводит экскурсию в музей для студентов университета. Экскурсию проводят ученые-сатпаевоведы Надежда Васильевна Ниретина и Аспандияр Аденович Омирбеков.
В музее имеется макет казахстанского научно-исследовательского судна «Каныш Сатпаев», работающего на Каспийском море.